# 重阳木钩丝壳
重阳木钩丝壳（学名：Uncinula bischofiae）是属于白粉菌目白粉菌科钩丝壳属的一种真菌，寄生在重阳木上。该种分布于中国。